# Blýskáček
Blýskáček (Meligethes) je rod brouků náležící do čeledi lesknáčkovití (Nitidulidae). V České republice je potvrzeno 49 druhů. Jsou to tmavohnědě až černě zbarvené druhy, zpravidla s kovovým leskem.
Blýskáčci jsou potravně specializovaní na různé druhy rostlin. Většina blýskáčků se vyskytuje na květech rostlin, kde vyžírají prašníky, a tím znemožňují opylení květů. Některé druhy jsou řazeny ke škůdcům rostlin, např. 1,5 až 2,7 mm velký blýskáček řepkový (Meligethes aeneus, syn. Brassicogethes aeneus, Nitidula aenea aj.) známý z květů pampelišek, podbělu, pryskyřníku, růže šípkové, brukvovitých rostlin, ovocných stromů aj. Největší druh je Meligethes atratus (syn. Meligethes rufipes) dlouhý 3 až 4 mm, vyskytující se na květech černého bezu. [nedostupný zdroj]

## Evropské druhy
- Meligethes acicularis C. Brisout de Barneville 1863
- Meligethes aeneus Fabricius 1775 – blýskáček řepkový
- Meligethes angustatus Küster 1848
- Meligethes anthracinus C. Brisout de Barneville 1863
- Meligethes assimilis Sturm 1845
- Meligethes ater C. Brisout de Barneville 1863
- Meligethes atramentarius Förster 1849
- Meligethes atratus Olivier 1790
- Meligethes bidens C. Brisout de Barneville 1863
- Meligethes bidentatus C. Brisout de Barneville 1863
- Meligethes bithynicus Audisio 1988
- Meligethes brachialis Erichson 1845
- Meligethes brevis Sturm 1845
- Meligethes brisouti Reitter 1871
- Meligethes brunnicornis Sturm 1845
- Meligethes bucciarellii Audisio 1976
- Meligethes buduensis Ganglbauer 1899
- Meligethes buyssoni C. Brisout de Barneville 1882
- Meligethes canariensis Kirejtshuk 1997
- Meligethes carinulatus Förster 1849
- Meligethes carpathicus Audisio, Jelínek & Stevanovic 1999
- Meligethes caudatus Guillebeau 1897
- Meligethes chlorocyaneus Audisio & Jelínek 1977
- Meligethes coeruleovirens Förster 1849
- Meligethes coerulescens Kraatz 1858
- Meligethes cooteri Audisio 1989
- Meligethes coracinus Sturm 1845
- Meligethes coronillae Easton 1962
- Meligethes corvinus Erichson 1845
- Meligethes czwalinai Reitter 1871
- Meligethes denticulatus Heer 1841
- Meligethes devillei Grouvelle 1912
- Meligethes dieckmanni Audisio & Jelínek 1984
- Meligethes difficilis Heer 1841
- Meligethes discoideus Erichson 1845
- Meligethes distinctus Sturm 1845
- Meligethes egenus Erichson 1845
- Meligethes elongatus Rosenhauer 1856
- Meligethes erichsoni C. Brisout de Barneville 1863
- Meligethes erysimicola Audisio & De Biase 2001
- Meligethes exilis Sturm 1845
- Meligethes flavimanus Stephens 1830
- Meligethes fulvipes C. Brisout de Barneville 1863
- Meligethes fumatus Erichson 1845
- Meligethes funereus Jelínek 1967
- Meligethes fuscus Olivier 1790
- Meligethes gagathinus Erichson 1845
- Meligethes gracilis C. Brisout de Barneville 1863
- Meligethes grenieri C. Brisout de Barneville 1872
- Meligethes haemorrhoidalis Förster 1849
- Meligethes hercules Audisio 1986
- Meligethes hoffmanni Reitter 1871
- Meligethes humerosus Reitter 1871
- Meligethes immundus Kraatz 1858
- Meligethes incanus Sturm 1845
- Meligethes isoplexidis Wollaston 1854
- Meligethes jelineki Audisio 1976
- Meligethes jordanis Jelínek & Spornraft 1979
- Meligethes kaszabi Audisio 1979
- Meligethes khnzoriani Kirejtshuk 1979
- Meligethes kirejtshuki Audisio 1979
- Meligethes kraatzi Reitter 1871
- Meligethes kunzei Erichson 1845
- Meligethes lamii Rosenhauer 1856
- Meligethes leati Easton 1956
- Meligethes lederi Reitter 1871
- Meligethes lepidii Miller 1851
- Meligethes lindbergi Rebmann 1940
- Meligethes longuloides Audisio, De Biase & Antonini 2004
- Meligethes longulus Schilsky 1894
- Meligethes lugubris Sturm 1845
- Meligethes lunariae Audisio & De Biase 1999
- Meligethes mandibularis J. Sahlberg 1913
- Meligethes matronalis Audisio & Spornraft 1990
- Meligethes matthiolae Audisio, De Biase & Antonini 2004
- Meligethes maurus Sturm 1845
- Meligethes minutus C. Brisout de Barneville 1863
- Meligethes mirae Audisio, Jelínek & Stevanovic 1999
- Meligethes morosus Erichson 1845
- Meligethes nanus Erichson 1845
- Meligethes nigerrimus Rosenhauer 1856
- Meligethes nigrescens Stephens 1830
- Meligethes nigritus Lucas 1849
- Meligethes normandi Easton 1954
- Meligethes norvegicus Easton 1959
- Meligethes nuragicus Audisio & Jelínek 1990
- Meligethes obscurus Erichson 1845
- Meligethes ochropus Sturm 1845
- Meligethes opacus Rosenhauer 1856
- Meligethes oreophilus Audisio 1984
- Meligethes otini Easton 1954
- Meligethes ovatus Sturm 1845
- Meligethes paschalis Spornraft 1975
- Meligethes pedicularius Gyllenhaal 1808
- Meligethes persicus Faldermann 1837
- Meligethes planiusculus Heer 1841
- Meligethes punctatus C. Brisout de Barneville 1863
- Meligethes reitteri Schilsky 1894
- Meligethes reyi Guillebeau 1885
- Meligethes rosenhaueri Reitter 1871
- Meligethes rotundicollis C. Brisout de Barneville 1863
- Meligethes ruficornis Marsham 1802
- Meligethes salvan Audisio, De Biase & Antonini 2003
- Meligethes scholzi Easton 1960
- Meligethes serripes Gyllenhaal 1827
- Meligethes simplex Kraatz 1858
- Meligethes solidus Kugelann 1794
- Meligethes spornrafti Audisio 1977
- Meligethes squamosus Jelínek & Marek 1966
- Meligethes subaeneus Sturm 1845
- Meligethes subfumatus Ganglbauer 1899
- Meligethes submetallicus Sainte-Claire Deville 1908
- Meligethes subrugosus Gyllenhaal 1808
- Meligethes sulcatus C. Brisout de Barneville 1863
- Meligethes symphyti Heer 1841
- Meligethes tauricus Jelínek & Spornraft 1979
- Meligethes tener Reitter 1873
- Meligethes tristis Sturm 1845
- Meligethes umbrosus Sturm 1845
- Meligethes varicollis Wollaston 1854
- Meligethes variolosus Easton 1964
- Meligethes villosus C. Brisout de Barneville 1863
- Meligethes viridescens Fabricius 1787
- Meligethes vomer Kirejtshuk 1978
- Meligethes wollastoni Easton 1950